# 原町隧道
原町隧道（日语：／）是日本常磐自動車道（E6）上的一座高速公路隧道，位于浪江IC至南相马IC区间，连接福岛县南相马市小高区的羽倉与原町区的馬場，现为单洞二车道，全长749.5米，2006年开工，2010年洞通，2014年12月6日建成通车。